# Holy Trinity Brompton
Holy Trinity Brompton ("HTB") är en anglikansk församling och kyrkobyggnad i Brompton i Storbritanniens huvudstad London. Församlingen är internationellt känd som den plats där Alphakursen utvecklades och är en av de mest inflytelserika kyrkorna inom Engelska kyrkan.
1800-talsbyggnaden är fylld av kurser, konferenser och möten under veckorna och fyra gudstjänster varje söndag. Gudstjänsterna samlar omkring 3 500 besökare varje söndag och flera hundra går någon av församlingens Alphakurser. Nicky Gumbel, pionjären bakom Alphakursen och författaren till mycket av kursmaterialet, tog över som kyrkoherde efter Sandy Millar i juli 2005.

## Historia
Innan Holy Trinity Brompton byggdes ingick området i den stora Kensingtons församling. I början av 1820-talet skedde en omfattande folkökning i området, vilket ledde till ett beslut att anskaffa mark och bygga en ny kyrka.
Efter tre års byggnadsarbete invigdes Holy Trinity Brompton den 6 juni 1829. Detta är den byggnad som står än i dag även om åtskilliga förändringar har utförts. Tidigt såldes en del av HTB:s mark till den romersk-katolska kyrkan som där uppförde Brompton Oratory. Det innebär att HTB hamnat i en lite avskärmad miljö med en lång infart från den trafikerade Brompton road.
Den senaste stora ombyggnationen gjordes under 1980-talet då kryptan gjordes om för att inrymma grupprum och en bokhandel. De traditionella kyrkbänkarna ersattes samtidigt av stolar för att ge större flexibilitet i möbleringen. Dessa förändringar blev viktiga för möjligheten att utveckla Alpha-konceptet.

### St. Paul's
St Paul's Church vid Onslow Square öppnades 1860.
I slutet av 1970-talet slogs HTB:s församling ihop med grannförsamlingen St. Paul's Onslow Square. St. Paul förklarades då överflödig och Londons stift ville sälja den. Detta förhindrades av lokalbefolkningen i början av 1980-talet. I slutet av 1980-talet hävdes överflödighetsförklaringen och en av prästerna i HTB, Nicky Lee, och hans hustru planterade en ny gudstjänstfirande församling i den gamla kyrkan och en del upprustning av byggnaden skedde. Vid sin topp på 1990-talet bestod den gudstjänstfirande församlingen i St. Paul's av flera hundra människor. Dessa delades 1997 upp i tre delar. En del följde med prästen Stuart Lee för att starta en kyrka i Fulham, andra återvände till HTB med Nicky och Sila Lee, medan återstående bildade St. Paul's Anglican Fellowship och stannade kvar i St. Paul's fram till 2002 då man flyttade till St. Mary's Bryanston Square.
Under 2007 beslutade HTB att utföra renoveringar och återuppta gudstjänstfirande i St. Paul's. I september samma år började man fira söndagsgudstjänster klockan 9.00 och 18.00. 20 januari 2008 följde man upp med en gudstjänst 11:00 och 28 september 2009 med en gudstjänst 16:00. I december 2009 togs läktaren på övervåningen i bruk igen för gudstjänst, efter att tidigare ha använts som kontor.
Under 2007, sedan HTB:s planer på att bygga om 1960-talets kontor drogs tillbaka efter svårigheter att få stöd från lokalbefolkningen, beslutade HTB att genomföra en del renoveringar och att återuppta gudstjänsterna i kyrkan. St Paul's lanserade 9:00 och 18:00 gudstjänster i september 2007[9] och följde med en 11:00 gudstjänst den 20 januari 2008[10] och en 16:00 tjänst den 28 september 2009.[11] I december 2009 togs läktaren på övervåningen i bruk igen för gudstjänst, efter att tidigare ha använts som kontor (kontorsinnehavarna hade flyttat till HTB:s närliggande kontorsbyggnad som köptes 2008[12]

### Övriga kyrkor
Från 2010 började församlingen ansvara för gudstjänster i St Augestine's kyrka vid Queen's Gate. Från mars 2011 blev St Augustine's formellt infogad i Holy Trinity Bromptons församling. Idag firas gudstjänster i kyrkan under namnet HTB Queen's Gate.
Församlingen ansvarar även för gudstjänster i St Jude's Church, Kensington. Kyrkan är officiellt en del av församlingen St Mary of the Boltons, men verksamheten bedrivs från Holy Trinity Brompton under namnet HTB Courtfield Gardens.

## Alpha i Holy Trinity Brompton

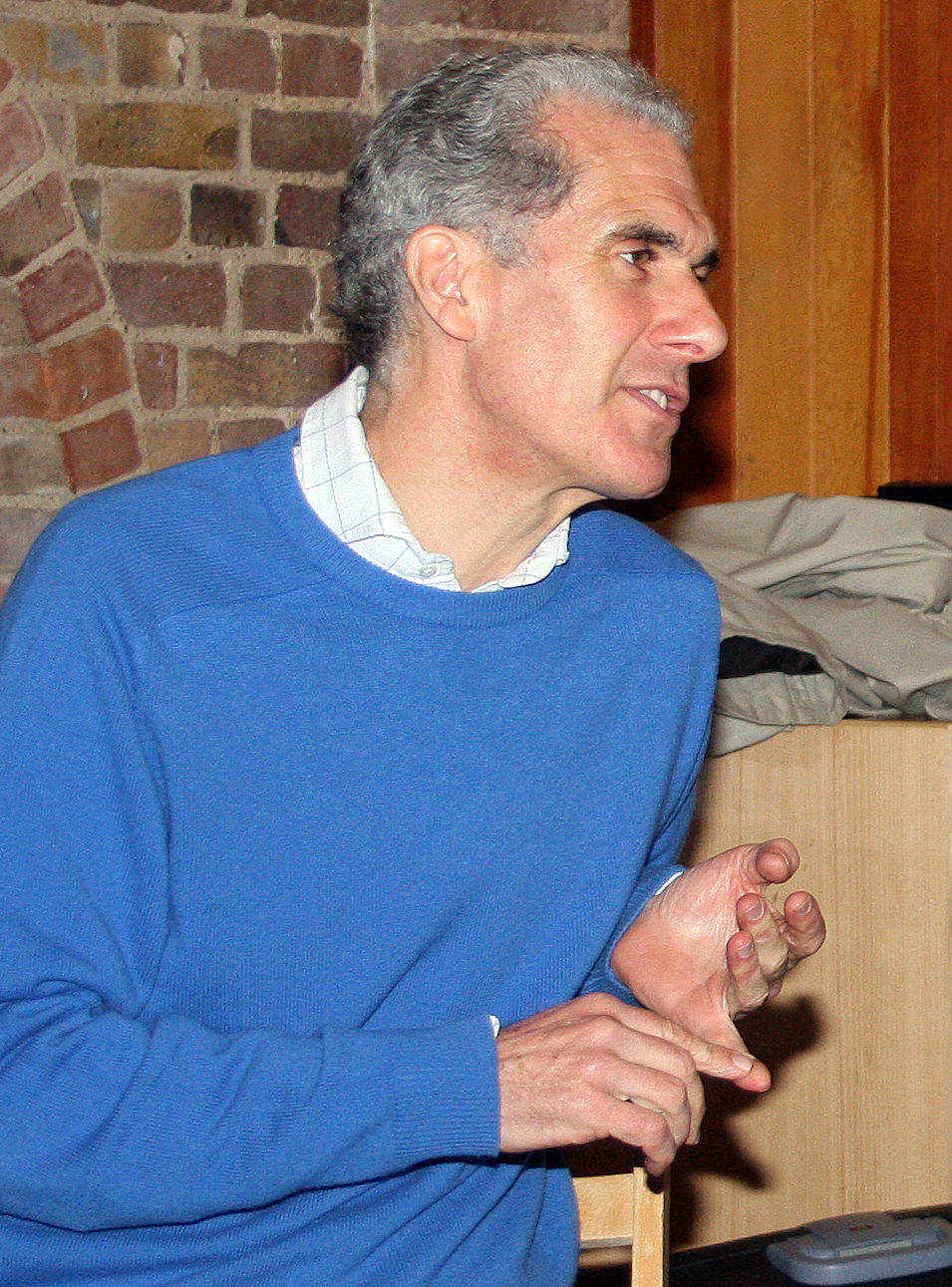
Nicky Gumbel

Alphakursen grundades av prästerna i HTB  och hade under tjugo års tid modifierats utifrån respons man fått innan den i början på 1990-talet började uppmärksammas världen över. Alpha växte och tog alltmer av församlingens fokus, då man aktivt stödde dess spridning och tillväxt.
I dag inkluderar detta arbete produktion av annons- och kursmaterial, såsom videofilmer, böcker och band för varje kursmoment och material för ledarutbildning. Alpha drivs numera som ett separat företag med egen finansiering och bokföring, men är fortsatt nära knutet till HTB. Flertalet av Alpha-personalen har sin arbetsplats i HTB:s kontorslokaler. Prästerskapet i HTB har också ett fortsatt pastoralt ansvar inom Alpha och medverkar vid konferenser och utbildningar både i Storbritannien som utomlands.
Sedan mitten av 1990-talet har Alpha-konceptet varit i det närmaste oförändrat, vilket har givit utrymme för kyrkan att utveckla andra initiativ i samma anda, såsom nischade kurser i äktenskapsförberedelse, tonårsföräldraskap, sorghantering och återkomst efter skilsmässa. Man har också publicerat en del litteratur.
HTB driver själva tre Alpha-kurser om året, med vardera 300–400 deltagare, vilket tar alla kyrkans lokaler i anspråk.

## Församlingsstruktur
För att kunna erbjuda pastoral omsorg i en så stor församling och för att kunna erbjuda nya människor en plats i kyrkan använder HTB en modell med herdegrupper. Dessa består av 20–50 personer som genom att träffas minst varannan vecka kan utveckla vänskapsrelationer, utgöra stöd för varandra och utmana varandra till andlig växt.
HTB har en församling med stor genomströmning av människor beroende på kyrkans läge i London, en stad som i sig själv har stor genomströmning, och på att man drar till sig mycket studenter som bara finns i staden under studietiden. Dessutom drar Alphakurserna många människor till kyrkan, såväl besökare som kursdeltagare, vilka efter avslutad kurs ofta flyttar vidare till andra kyrkor.

## Gudstjänster
Församlingen Holy Trinity Brompton firar sju gudstjänster varje söndag, fem i huvudkyrkan och två i St. Paul's Onslow Square. Av dessa är morgongudstjänsten i St. Paul's den enda som följer Engelska kyrkans normala liturgi med traditionella psalmer. Övriga gudstjänster betecknas som informella och har en modernare musikdräkt. Båda förmiddagsgudstjänsterna i huvudkyrkan är riktade till familjer.
Gudstjänster firas också regelbundet i HTB Queen's Gate och HTB Courtfield Gardens.

## Focus
Holy Trinity Brompton ordnar ett årligt kyrkoläger, Focus, som engagerar runt 1 500 deltagare i seminarier och rekreation. Storleken på evenemanget lockar ofta namnkunniga talare.

## Församlingsplantering
Sedan 1985 har HTB arbetat aktivt med församlingsplantering, främst genom att försöka blåsa liv i kämpande eller utdöende församlingar. Detta sker genom att en större grupp församlingsmedlemmar, ibland hundratals, går över från HTB till den församling man vill stötta och gör ett åtagande att vara verksamma där i minst ett år. Med dessa följer också personal från HTB som arbetar med att implementera en del av erfarenheterna från därifrån i den nya församlingsplanteringen.

## Podcast
I september 2005 började församlingen lägga ut alla predikningar på sin webbplats och i Itunes podcastbibliotek för fri nedladdning. Dessa filer har visat sig populära och man har börjat producera material specifikt för denna plattform, med bland annat svar på frågor som lyssnare skickat in. Den totala nedladdningsmängden från katalogen är över 40 000 per månad.

## Saint Paul's Theological Centre
St Paul's Theological Centre (SPTC) är ett teologiskt lärocenter som drivs av HTB. SPTC ger teologiska kurser för församlingens medlemmar såväl som för andra intresserade. Centret utbildar också prästkandidater för Engelska kyrkan i samverkan med Ridley Hall, en teologisk högskola i Cambridge och med tillstånd från Engelska kyrkan. Studenterna studerar på deltid vid SPTC samtidigt som de arbetar i kyrkor i London och sydöstra England.